# Biatora troendelagica
Biatora troendelagica Holien & Printzen, es una especie de liquen crustáceo de la familia Ramalinaceae que vive principalmente en la superficie de la corteza muerta de Picea abies (ligniculoso). Esta especie presenta un color verde claro en su superficie, blanco hialino en el epitecio y blanco a amarillo terroso en el hipotecio. Por lo general Biatora troendelagica presenta soredios en su superficie con los que realiza su reproducción vegetativa; la reproducción asexual tiene lugar solo por parte del micobionte mediante ascosporas elipsoides no septadas o uniseptadas de entre 6 y 11 micras de diámetro generadas en conidios baciliformes. En esta especie aparece como metabolito secundario de la simbiosis la considerada como sustancia liquénica ácido divaricático.